# Alfredo López Austin
Alfredo López Austin, né le 12 mars 1936 à Ciudad Juárez et mort le 15 octobre 2021, est un historien mexicain spécialiste de l'Amérique précolombienne et surtout de la Mésoamérique.

## Biographie
Alfredo López Austin est membre correspondant honoraire de l'Académie royale des sciences d'outre-mer, Classe des sciences humaines.

### Famille
Alfredo López Austin est le père de Leonardo López Luján, un éminent archéologue mexicain.